# Aleš Zalar
Aleš Zalar, né à Ljubljana le 22 octobre 1961, est un homme politique slovène, membre de la Démocratie libérale slovène (LDS).
Il est ministre de la Justice du 21 novembre 2008 au 10 février 2012,,.